# JuK
JuK JuK是一個KDE下的自由音訊播放器，也是KDE 3.2以後預設的音訊播放器
 ，kdemultimedia 软件包的一部分。JuK支援MP3、Ogg Vorbis和FLAC文件。
JuK開發是由Scott Wheeler在2000年開始，最初稱為QTagger; 2002年，該應用程式進入KDE CVS時，它已發展成為一個成熟的音訊軟體。

## JuK 的特點
雖然是一個音樂播放器，JuK主要是作為一個音訊點唱機應用程式，特別側重於音樂的管理。以下特點反映了這一點：
- 收藏清單和多種使用者自訂播放清單。
- 能夠掃描目錄來自動匯入播放清單（.m3u文件）和音樂文件的啟動。
- 動態搜尋播放清單，自動更新收藏中的文件變化。
- 樹狀檢視模式下根據專輯、演奏者和類型自動生成的播放清單。
- 播放歷史指出那些文件已被播放和時間。
- ID3v1、ID3v2和Ogg Vorbis 標籤讀取和編輯支援（通過TagLib）。

## 外部連結
- Interview with Scott Wheeler, original creator of JuK
- JuK Homepage （页面存档备份，存于）
- JuK 使用手冊 （页面存档备份，存于）